# Gustava Forssell
Amalia Gustafva Forssell, född 31 augusti 1781 i Allerums socken, Malmöhus län, död där 5 juli 1838, var en svensk textilkonstnär.
Hon var dotter till kyrkoherden Anders Forssell och Maria Christina Sundius samt syster till Christian Forssell. Hon var gift första gången med handlanden Anders Fröberg och andra gången från 1821 med prosten Sven Claesson Arrhén. Hon medverkade med En tafla Sydd på sidentyg vid Konstakademiens utställning i Stockholm.